# Marc Zwiebler
Marc Zwiebler (Bonn, 13 marzo 1984) è un giocatore di badminton tedesco.